# Сьєрра Рунге
Сьєрра Рунге (англ. Cierra Runge, нар. 7 березня 1996, Пенсільванія, США) — американська плавчиня, олімпійська чемпіонка 2016 року, чемпіонка світу.

## Виступи на Олімпійських іграх
| Олімпіада | Дисципліна             | Місце |
| --------- | ---------------------- | ----- |
| Ріо 2016  | 4×200 м вільним стилем | 1     |